# 899

## Родени
- Вернер V, граф от Салическата династия († 935 г.)

## Починали
- 26 октомври – Алфред Велики, крал на Уесекс (р. 849 г.)
- 8 декември – Арнулф Каринтийски, крал на Източнофранкското кралство (р. ок. 850 г.)
- Зоя Зауцена, византийска императрица, втора съпруга на император Лъв VI Философ
- Стилиан Зауца, висш византийски служител от арменски произход